# Mihaela-Veronica Foișor
Mihaela-Veronica Foișor (* 26. März 1994 in Timișoara) ist eine rumänische Schachspielerin.

## Leben
Mihaela-Veronica Foișor stammt aus einer Schachfamilie. Ihr Vater ist der Internationale Meister (IM) Ovidiu-Doru Foișor, ihre Mutter Cristina-Adela Foișor (geborene Bădulescu) trug ebenfalls den IM-Titel, und ihre vier Jahre ältere Schwester ist die Frauengroßmeisterin (WGM) Sabina-Francesca Foișor.

## Erfolge
In Schachpartien mit kurzer Bedenkzeit war sie sehr erfolgreich: Im Schnellschach gewann sie die Europameisterschaften in den Altersklassen U10 (2003 in Budva), U14 (2007 in Subotica und 2008 in Herceg Novi) und U16 (2009 in Subotica) und im Blitzschach Europameisterschaften in der Altersklasse U14 (2007 in Subotica und 2008 in Herceg Novi). Ihre Ergebnisse bei rumänischen Einzelmeisterschaften der Frauen: 8. Platz 2009 in Eforie Nord, 10. Platz 2010 in Băile Olănești, 7. Platz 2011 in Sărata-Monteoru und 5. Platz 2012 (ebenfalls in Sărata-Monteoru).
Vereinsschach spielte sie in Rumänien für AEM Luxten Timișoara. In Deutschland spielte sie von 2002 bis 2004 für den SC Meerbauer Kiel, von 2004 bis 2008 für den SK Doppelbauer Kiel und seit 2012 für die SF Deizisau. In der Saison 2007/08 hatte sie ihren ersten Einsatz in der Schachbundesliga der Frauen. In Belgien spielte sie von 2008 bis 2010 für Cercle Royal des Echecs de Liège et Echiquier Liègeois. Auch in der serbischen Mannschaftsmeisterschaft hat sie schon gespielt. In der britischen Four Nations Chess League spielt Foișor seit der Saison 2013/14 bei den Grantham Sharks.
Seit April 2012 trägt sie den Titel Internationaler Meister der Frauen (WIM). Die Normen hierfür erzielte sie in der B-Gruppe des 4. Timișoara-Cups im August 2009, beim 27. Open von Cappelle-la-Grande mit deutlicher Übererfüllung im März 2011 (dort besiegte sie unter anderem den Großmeister Krikor Mekhitarian) sowie, ebenfalls mit deutlicher Übererfüllung, bei der rumänischen Einzelmeisterschaft der Frauen im Februar 2012.